# Zdrávas, hvězdo mořská

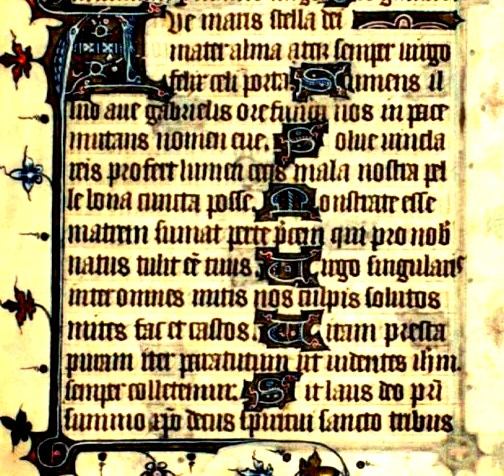
Ave Maris Stella, zápis z roku 1380

Zdrávas, hvězdo mořská (latinsky Ave Maris Stella) je latinský středověký hymnus, pocházející patrně z osmého století. Obrací se k Panně Marii, označuje různými epitety (hvězda mořská, brána nebes), oslavuje Zvěstování a Mariiny ctnosti, prosí o Mariinu mateřskou lásku k církvi a její ochranu. Končí originálním chvalozpěvem na Svatou Trojici. 

## Autorství

Ave Maris Stella ve znaku arcibiskupa limského Mons. Chamorra

Text je psán v šestislabičných verších, využívá asonance a různých slovních hříček, jeho autorství je připisováno různým básníkům (mj. Heřmanu z Reichenau, Venantiu Fortunatovi).

## Zhudebnění
Původní melodie pochází z 11.–12. století, hymnus byl zhudebněn mnoha skladateli (Claudio Monteverdi, Antonio Vivaldi, Marc-Antoine Charpentier, Johann Sebastian Bach, Antonín Dvořák, Edvard Grieg, Franz Liszt, Peter Maxwell Davies, Jan Fila a další). Upravenou verzi písně používá jako svou hymnu francouzská komunita v oblasti Akádie. V češtině existují různé parafráze a překlady tohoto hymnu.

## Text
| Latinský text Ave, maris stella, Dei mater alma, atque semper virgo, felix cœli porta. Sumens illud «Ave» Gabrielis ore, funda nos in pace, mutans Evæ nomen. Solve vincla reis, profer lumen cæcis, mala nostra pelle, bona cuncta posce. Monstra te esse matrem, sumat per te precem qui pro nobis natus tulit esse tuus. Virgo singularis, inter omnes mitis, nos culpis solutos mites fac et castos. Vitam præsta puram, iter para tutum, ut videntes Jesum semper collætemur. Sit laus Deo Patri, summo Christo decus, Spiritui Sancto honor, tribus unus. Amen. | Český překlad Zdrávas, hvězdo mořská, živitelko Boží, ustavičná Panno, blahá nebes bráno! Ave tobě pěla ústa Gabriela, mír nám vlej, když jméno Eva zpět je čteno. Rozvaž pouta viny, slepoty vzdal stíny, zbav nás všeho zlého, zdroj buď dobra všeho. Ukaž nám, žes´ Matka; prosba tvá je sladká, sluchu Syna tvého, pro nás zrozeného. Panno požehnaná, milosti jsi schrána; změň nás v prosté viny, v tiché, čisté syny! Dopřej nám žít čistě, ať kráčíme jistě k tobě, do tvé říše, patřit na Ježíše. Ctěme Boha Otce, chvalme Boha Syna, slavme Boha Ducha: Třem buď pocta jedna. Amen. |